# Mont Murud
Le mont Murud, en malais Gunung Murud, est un massif montagneux situé dans l'État du Sarawak en Malaisie.